# Alvarmånspindel
Alvarmånspindel (Agroeca lusatica) är en spindelart som först beskrevs av Ludwig Carl Christian Koch 1875.  Alvarmånspindel ingår i släktet Agroeca och familjen månspindlar. Arten är reproducerande i Sverige. Inga underarter finns listade i Catalogue of Life.

## Föda
Alvarrmånspindeln har observerats predera på fisk.